# ユーイング (企業)
株式会社ユーイング（U-ING Co., Ltd.）は、かつて存在した電気機器メーカーである。大阪府大阪市中央区に本社を置き、電気機器などの製造・販売を主な事業としていた。2006年よりユーテックグループに属していた。
1966年に森田電工株式会社（もりたでんこう）として設立され、ブランド名として使用されていたMORITA（モリタ）はそれに由来する。その後、2010年に現社名となった。消防車及び関連用品メーカーのモリタとは一切無関係。
コーポレートアイデンティティは「It's for you. ユーイングはあなたのために」。

## 沿革
- 1966年（昭和41年）- 森田綿業株式会社と三洋電機との合弁により、森田電工株式会社が設立される。
- 1974年（昭和49年）- 自社ブランド製品の製造・国内販売開始。
- 1994年（平成6年）- 中国上海に営業所を開設し、中国における製造・販売活動を開始。
- 2006年（平成18年） - ユーテック株式会社に営業権を譲渡し、ユーテックグループの一員として新生森田電工株式会社がスタート。本社を大阪市浪速区湊町1丁目2番3号に移転する。
- 2010年（平成22年）- 株式会社ユーイングに商号変更。
- 2016年（平成28年）5月 - 本社を大阪市中央区本町2丁目6番8号に移転。
- 2021年（令和3年）- 2月28日をもって廃業[2]、9月14日に法人格消滅。